# An Khê (xã)
An Khê là một xã thuộc huyện Quỳnh Phụ, tỉnh Thái Bình, Việt Nam.
Xã An Khê có diện tích 6,55 km², dân số năm 1999 là 8056 người, mật độ dân số đạt 1230 người/km².